# Stahlhelm M42

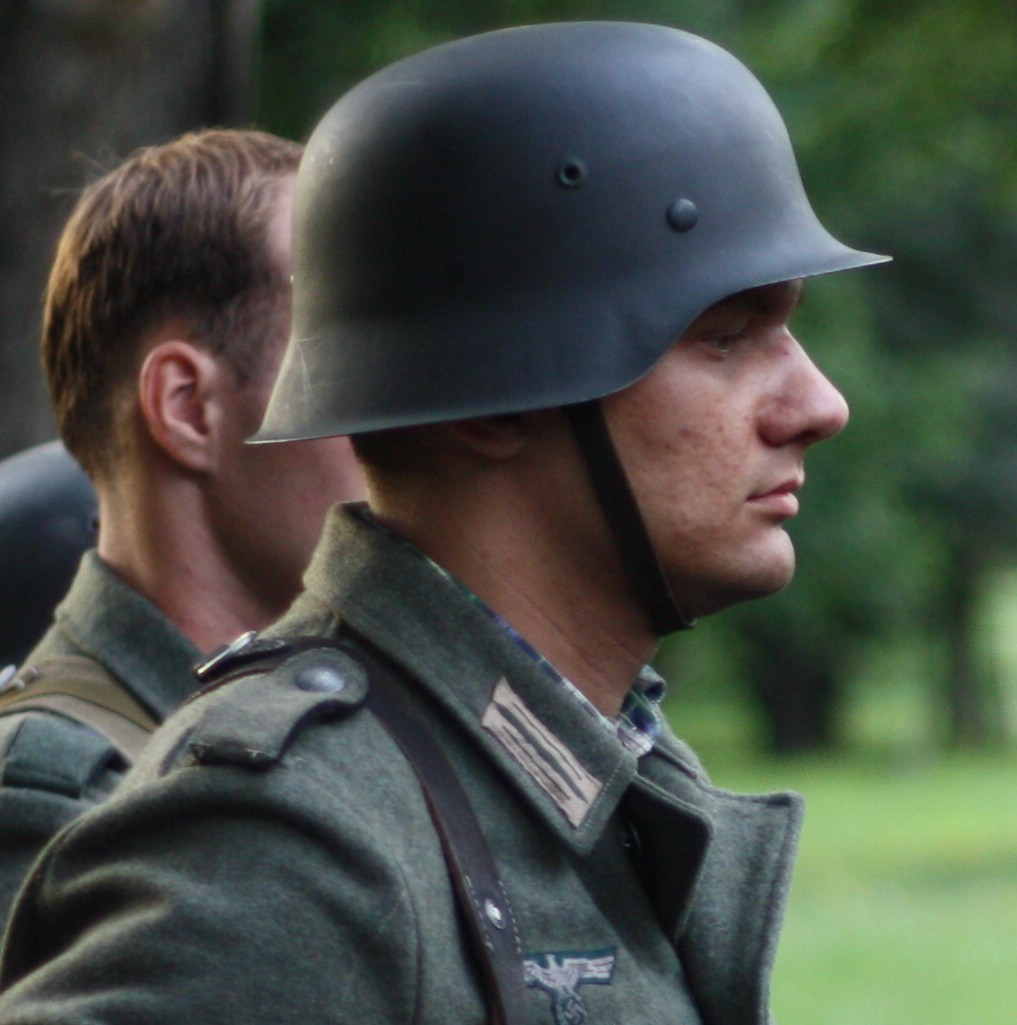
Сталевий шолом Modell 42

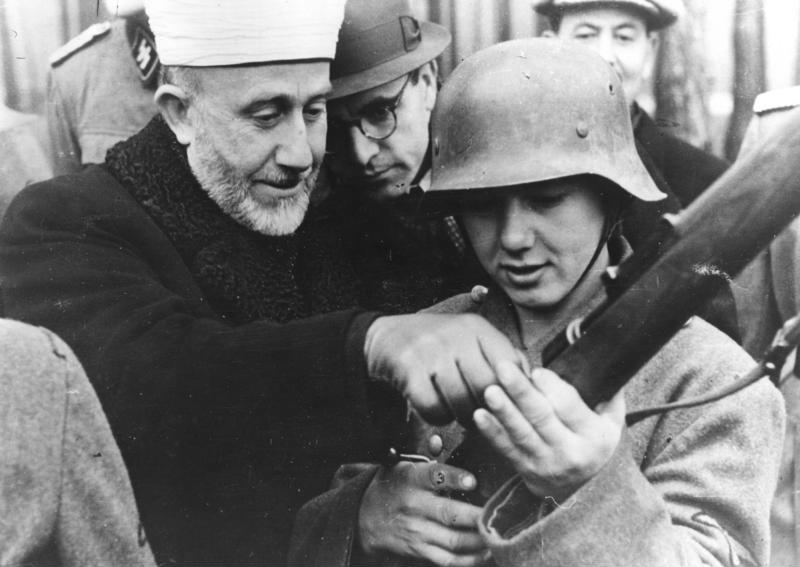
Сталевий шолом Modell 42

Сталевий шолом зразка 1942 року (нім. Stahlhelm Modell 42) — піхотна каска, затверджена в якості стандартного загальновійськового шолома збройних сил Третього Рейху влітку 1942 року.

## Історія
У зв'язку з необхідністю збільшення обсягів випуску продукції військового призначення в умовах Другої світової війни, 6 липня 1942 року ОКХ дозволив створення нового загальновійськового шолома. Новий шолом розроблявся з економічних міркувань.
Шолом виготовлявся за методом гарячого штампування зі сталі без легувальних добавок (з метою економії молібдену і марганцю, які були стратегічною сировиною і використовувалися у виробництві іншої продукції військового призначення), дорогий і тривалий процес завальцовки країв був замінений відбортованням (що дозволило скоротити час виробництва та знизити вартість одиниці продукції).
Масове виробництво шоломів цього зразка було припинено в кінці 1944 — початку 1945 року, після того, як більшість підприємств-виробників опинилися під контролем країн Антигітлерівської коаліції або в прифронтовій смузі, а ті, що залишились — були переорієнтовані на випуск іншої продукції.
У повоєнний час велика кількість трофейних шоломів використовувалася Збройними силами Югославії, а певна частина — також у Польщі. До створення бундесвера М42 використовувався також прикордонною вартою Західної Німеччини.

## Країни-експлуатанти
- Третій Рейх